# Кенет Бауерсокс
 Кенет Бауерсокс (на английски: Kenneth Bowersox) е бивш американски астронавт и ветеран от пет космически полета и продължителен престои на Международната космическа станция.
Отрасъл е в родния си град Бедфорд, щата Индиана. Кенет е завършил военноморската академия на САЩ и има диплома за аерокосмически инженер. Бил е тестови пилот на самолетите A-7 Corsair II и F/A-18 Hornet. Избран е за кандидат астронавт на селекция през 1987 г. Кенет носи званието капитан в американските ВМС. Бауерсокс е летял първо на полетите на космическата совалка STS-50 и STS-61 и е бил командир на полет STS-73. Взел е участие в STS-82, полет за ремонтни дейности по телескопа Хъбъл. С полет STS-113 той пристига на МКС, където прекарва значителен период от време като член на Експедиция 6 през 2002 и 2003 г.